# Takenobu Mitsuyoshi
Takenobu Mitsuyoshi (光吉猛修, Mitsuyoshi Takenobu, 12 Dezembro de 1967) é um compositor japonês, famoso por compôs trilhas-sonoras de jogos eletrônicos da empresa Sega.

## Video game soundtracks
- Strike Fighter (1991)
- R-360 / G-LOC (1992)
- OutRunners (1993)
- Daytona USA (1993 Japan/1994 U.S.)[1]
- Virtua Fighter 2 (1994)
- Sega Rally Championship (1995)
- Manx TT Superbike (1995)
- Virtua Fighter 3 (1996)
- Virtua Fighter Kids (1996)
- Daytona USA 2 (1998)
- Sega Rally 2 (1998)
- Shenmue (1999)
- Shenmue II (2001)
- World Club Champion Football Serie A (2003)
- World Club Champion Football 2006-2007 (2008)
- Derby Owners Club (2008)
- Alex Kidd Complete Album (2009)